# Антарктичні плосконоси
Антарктичні плосконоси (Bathydraconidae) — родина глибоководних окунеподібних риб (Perciformes).
Це бентопелагічні риби знайдені в водах Антарктики. Вони не мають комерційної цінності і тому дуже мало відомо про них.

## Види
Є сімнадцять описаних видів в одинадцяти родів:
- Рід Acanthodraco
  - Acanthodraco dewitti Skóra, 1995.
- РідAkarotaxis
  - Akarotaxis nudiceps (Waite, 1916).
- Рід Bathydraco
  - Bathydraco antarcticus Günther, 1878.
  - Bathydraco joannae DeWitt, 1985.
  - Bathydraco macrolepis Boulenger, 1907.
  - Bathydraco marri Norman, 1938.
  - Bathydraco scotiae Dollo, 1906.
- Рід Cygnodraco
  - Cygnodraco mawsoni Waite, 1916.
- Рід Gerlachea
  - Gerlachea australis Dollo, 1900.
- Рід Gymnodraco
  - Gymnodraco acuticeps Boulenger, 1902.
- Рід Parachaenichthys
  - Parachaenichthys charcoti (Vaillant, 1906).
  - Parachaenichthys georgianus (Fischer, 1885).
- Рід Prionodraco
  - Prionodraco evansii Regan, 1914.
- Рід Psilodraco
  - Psilodraco breviceps Norman, 1937.
- Рід Racovitzia
  - Racovitzia glacialis Dollo, 1900.
  - Racovitzia harrissoni (Waite, 1916).
- Рід Vomeridens
  - Vomeridens infuscipinnis (DeWitt, 1964).